# Eacles penelope
Eacles penelope är en fjärilsart som beskrevs av Pieter Cramer 1775. Eacles penelope ingår i släktet Eacles och familjen påfågelsspinnare. Inga underarter finns listade i Catalogue of Life.

## Bildgalleri

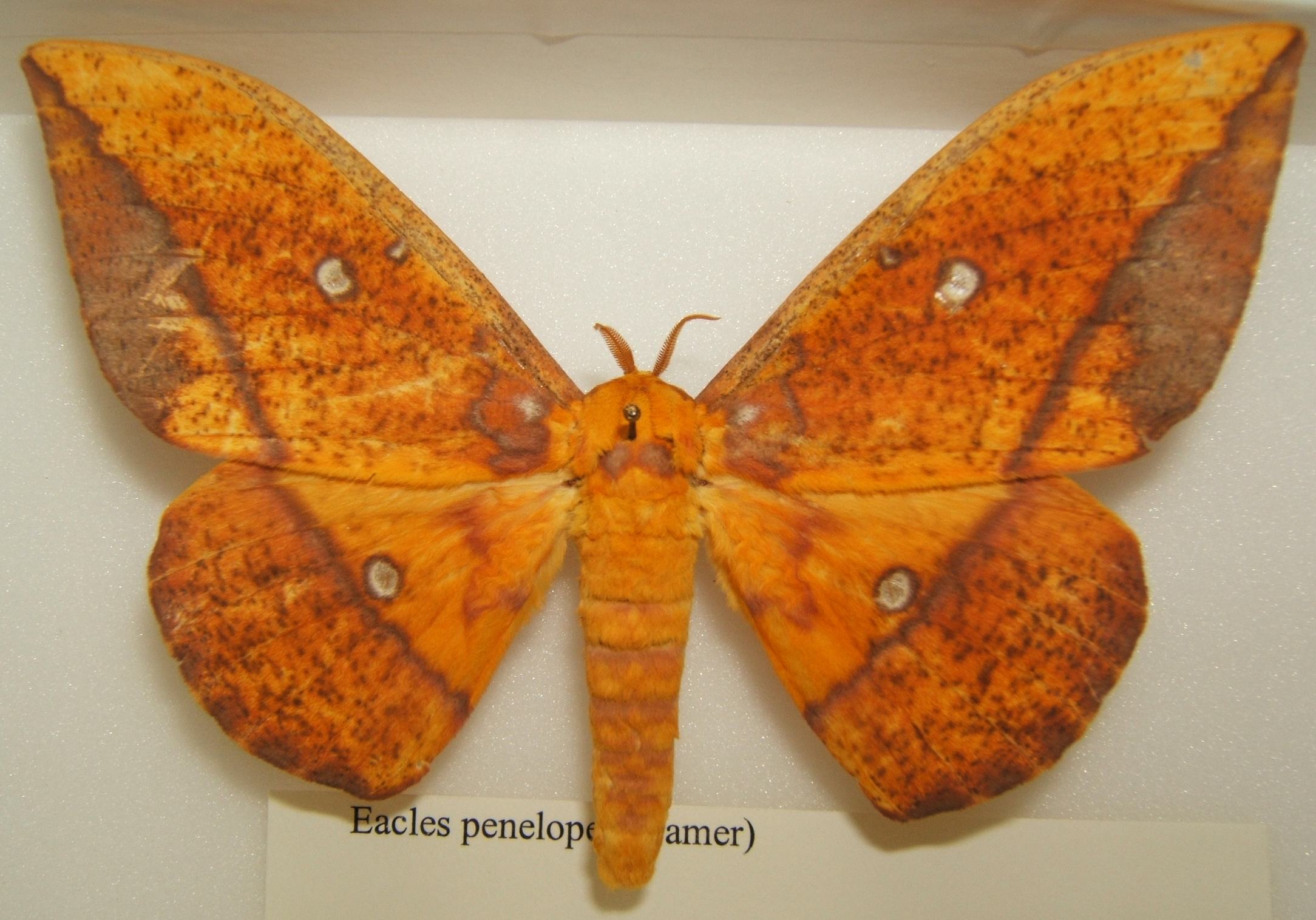
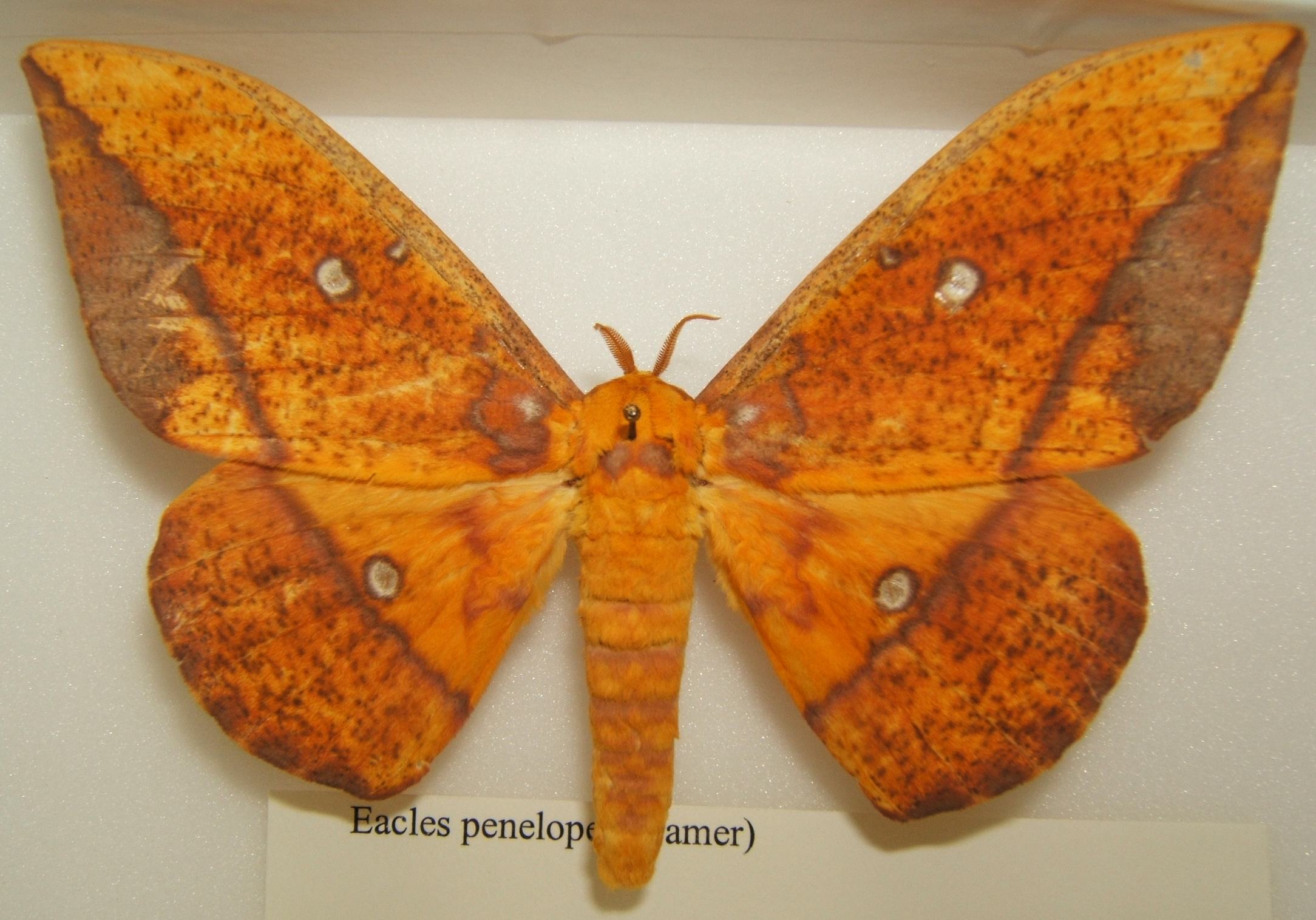